# Harrington Park
Harrington Park és una població dels Estats Units a l'estat de Nova Jersey. Segons el cens del 2008 tenia 4.869 habitants.

## Demografia
Segons el cens del 2000, Harrington Park tenia 4.740 habitants, 1.563 habitatges, i 1.344 famílies. La densitat de població era de 983,9 habitants/km².
Dels 1.563 habitatges en un 44,4% hi vivien nens de menys de 18 anys, en un 78,4% hi vivien parelles casades, en un 6,1% dones solteres, i en un 14% no eren unitats familiars. En el 12,2% dels habitatges hi vivien persones soles el 7,4% de les quals corresponia a persones de 65 anys o més que vivien soles. El nombre mitjà de persones vivint en cada habitatge era de 3,03 i el nombre mitjà de persones que vivien en cada família era de 3,31.
Per edats la població es repartia de la següent manera: un 28,6% tenia menys de 18 anys, un 5% entre 18 i 24, un 25,3% entre 25 i 44, un 28,3% de 45 a 60 i un 12,8% 65 anys o més.
L'edat mediana era de 40 anys. Per cada 100 dones de 18 o més anys hi havia 91 homes.
La renda mediana per habitatge era de 100.302 $ i la renda mediana per família de 105.223 $. Els homes tenien una renda mediana de 71.776 $ mentre que les dones 42.833 $. La renda per capita de la població era de 39.017 $. Aproximadament l'1,8% de les famílies i el 2,9% de la població estaven per davall del llindar de pobresa.

## Poblacions més properes
El següent diagrama mostra les poblacions més properes.